# Ricardo Chaves
Ricardo Alberto Medeiros Chaves, noto semplicemente come Ricardo Chaves (Valpaços, 27 ottobre 1977), è un allenatore di calcio ed ex calciatore portoghese, di ruolo centrocampista, tecnico in seconda dello Sporting Lisbona.

## Palmarès

### Giocatore

#### Competizioni nazionali
- Coppa del Portogallo: 1

Vitória Setúbal: 2004-2005
- Coppa di Lega portoghese: 1

Vitória Setúbal: 2007-2008